# Pseudocerylon bouchardi
Pseudocerylon bouchardi is een keversoort uit de familie dwerghoutkevers (Cerylonidae). De wetenschappelijke naam van de soort werd in 1897 gepubliceerd door Antoine Henri Grouvelle.